# Józef Prądzyński (duchowny)
Józef Prądzyński herbu Grzymała (ur. 2 marca 1877 w Żołędowie, zm. 27 czerwca 1942 w obozie koncentracyjnym w Dachau) – ksiądz prałat, senator RP, organizator życia społeczno-gospodarczego i katolickiego w Wielkopolsce, współzałożyciel w 1939 konspiracyjnej organizacji „Ojczyzna”. Filister hc i duszpasterz Korporacji Studentów Uniwersytetu Poznańskiego Baltia, senator I kadencji w II RP, kawaler Krzyża Srebrnego Orderu Wojennego Virtuti Militari.

## Życiorys
Urodził się jako syn Maksymiliana Prądzyńskiego h. Grzymała i Władysławy z Beneszkiewiczów.
Ukończył gimnazjum w Chełmnie. W 1897 roku wstąpił do Seminarium Duchownego w Gnieźnie. W grudniu 1901 roku otrzymał święcenia kapłańskie. W 1902 roku sprawował posługę duszpasterską, jako kapelan w Potulicach, a następnie do 1912 roku był wikariuszem w Strzelnie. Jednocześnie prowadził intensywną działalność polityczną i społeczną, należał między innymi do Katolickiego Stowarzyszenia Młodzieży Męskiej oraz Towarzystwa Przemysłowców. Był członkiem Ligi Narodowej przed 1914 rokiem. Przez pewien czas kierował poznańską Księgarnią św. Wojciecha. W latach 1912–1917 sprawował posługę duszpasterską w Gnieźnie. Zasiadał wówczas w kierownictwie dziennika „Lech” i był współredaktorem tygodnika „Wiadomości Parafialne”. Od 1917 roku pełnił funkcję prałata poznańskiej Kolegiaty pw. św. Marii Magdaleny.
Podejmował działania na rzecz odzyskania przez Polskę niepodległości, które kontynuował w czasie powstania wielkopolskiego. W latach 1918–1919 należał do Naczelnej Rady Ludowej w Poznaniu, w której odpowiadał za Wydział Prasy i Propagandy.
25 czerwca 1919 roku, za zgodą arcybiskupa gnieźnieńsko-poznańskiego księdza Edmunda Dalbora i biskupa polowego Wojska Polskiego Stanisława Galla, został mianowany przez Naczelną Radę Ludową dziekanem generalnym Wojsk Polskich w byłym zaborze pruskim. Z funkcji tej został zwolniony na własną prośbę z dniem 1 stycznia 1920 roku. Za organizację duszpasterstwa wojskowego uzyskał pochwałę dowódcy Frontu Wielkopolskiego, gen. broni Józefa Dowbor-Muśnickiego i biskupa Wojska Polskiego, Stanisława Galla.
W 1921 roku na łamach „Wiadomości dla duchowieństwa” twierdził, że w Polsce planowany jest przewrót polityczny i religijny którego dokonać mieli Żydzi i masoni.
W II RP działał w Obozie Wielkiej Polski i Stronnictwie Narodowym (SN), z jego ramienia zasiadał w parlamencie jako senator I kadencji (w latach 1926–1927). W latach 1917–1925 był sekretarzem generalnym Związku Kapłanów „Unitas”, a od 1925 roku jego prezesem. Był redaktorem organu prasowego Związku pod tytułem „Wiadomości dla Duchowieństwa”. Opracował statut dla Ligi Katolickiej, powstałej na zjeździe episkopatu w dniach 26–30 sierpnia 1919 roku w Gnieźnie, a od 1922 roku był jej sekretarzem generalnym. Od 1925 roku sprawował funkcję duszpasterza akademickiego Uniwersytetu Poznańskiego.
W październiku 1935 ogłosił na łamach endeckiego miesięcznika „Wielka Polska” artykuł, w którym uznał ustawy norymberskie za wzór do naśladowania dla Polski na etapie przygotowawczym do wysiedlenia Żydów i podkreślił ich zgodność „z konstytucjami apostolskimi oraz orędziem biskupów i postanowieniami synodów”, a także z prawem miłości bliźniego podlegającym „według nauki moralności stopniowaniu”. Wyraził przekonanie, że „marne wysiłki masońskie” nie pokrzyżują współpracy ruchu katolickiego z obozem rządowym. Jego stanowisko spotkało się z krytyką w prasie, także katolickiej. W tym czasie był ponadto znany z publicznego odmawiania „modlitwy o Wielką Polskę”, kończonej słowami: „O błogosławieństwo dla Romana Dmowskiego i jego współpracowników błagamy Cię, Panie”. Był związany z przywiązaną do demokracji grupą „starych” i środowiskiem Mariana Seydy w SN. Po przejęciu władzy w partii przez „młodych” w 1935 należał jeszcze w 1936 do Komitetu Głównego SN i władz okręgowych stronnictwa w Poznaniu, ale opuścił je przed 1938.
Po klęsce wrześniowej w październiku 1939 założył w Poznaniu wraz z Kiryłem Sosnowskim i hrabią Adolfem Bnińskim konspiracyjną organizację o charakterze konserwatywno-prawicowym „Ojczyzna”, która wykraczała politycznie poza środowisko SN i działała przede wszystkim na terenie Wielkopolski, później także sięgając wpływami na Śląsk, Pomorze i do Generalnej Guberni. Był jej ideologiem i faktycznym przywódcą. W spotkaniu na Ostrowie Tumskim, którego był gospodarzem, przekonał reprezentującego konspiracyjny Zarząd Okręgowy SN w Poznaniu Stefana Piotrowskiego do wysuniętej przez „Ojczyznę” kandydatury Adolfa Bnińskiego na stanowisko Delegata Rządu na obszar ziem wcielonych do Niemiec. Aresztowany 3 maja 1941 roku przez gestapo, został osadzony w Forcie VII w Poznaniu, a następnie w obozie koncentracyjnym w Dachau, gdzie został stracony 27 czerwca 1942 roku. Pośmiertnie odznaczony krzyżem Virtuti Militari.